# Quảng Nguyên, Tuyên Quang
Quảng Nguyên là một xã thuộc tỉnh Tuyên Quang, Việt Nam.

## Địa lý
Xã Quảng Nguyên có vị trí địa lý:
- Phía đông giáp huyện Quang Bình
- Phía tây giáp xã Nà Chì và xã Nấm Dẩn
- Phía nam giáp huyện Quang Bình và xã Khuôn Lùng
- Phía bắc giáp xã Thu Tà.

Xã Quảng Nguyên có diện tích 100,14 km², dân số năm 2019 là 5.545 người, mật độ dân số đạt 55 người/km².

## Hành chính
Xã Quảng Nguyên được chia thành 11 thôn, bản: Trung Thành, Nậm Lỳ, Cáo Sơn, Vinh Tiến, Quang Vinh, Sơn Thành, Khâu Rom, Nậm Là, Nậm Cương, Quảng Thượng, Quảng Hạ.

## Lịch sử
Trước đây, Quảng Nguyên là một xã thuộc huyện Bắc Quang.
Ngày 18 tháng 11 năm 1983, Hội đồng Bộ trưởng ban hành Quyết định 136-HĐBT về việc điều chỉnh toàn bộ xã Quảng Nguyên thuộc huyện Bắc Quang về huyện Xín Mần quản lý.